# Sergelen, Töv
Sergelen (tiếng Mông Cổ: Сэргэлэн) là một sum của tỉnh Töv ở Mông Cổ. Vào năm 2007, dân số của sum là 1.884 người.

## Địa lý
Sum có diện tích khoảng 3.700 km2. Trung tâm sum, Khoshigiin Ar, nằm cách tỉnh lỵ Zuunmod 15 km và thủ đô Ulaanbaatar 57 km.

### Khí hậu
Sergelen có khí hậu cận Bắc Cực. Nhiệt độ trung bình hàng năm trong khu vực là 2 °C. Tháng ấm nhất là tháng 7, khi nhiệt độ trung bình là 24 °C và lạnh nhất là tháng 1, với −24 °C. Lượng mưa trung bình hàng năm là 365 mm. Tháng ẩm ướt nhất là tháng 7, với lượng mưa trung bình là 92 mm, và khô nhất là tháng 1, với 3 mm.

## Kinh tế
Sum có một trường học, bệnh viện, khu du lịch và viện bảo tàng.